# Wandong
Wandong (kinesiska: 万东) är en köping i sydvästra Kina. Den ligger i stadsdistriktet Qijiang i storstadsområdet Chongqing, omkring 75 kilometer sydost om det centrala stadsdistriktet Yuzhong. Antalet invånare är 40014. Befolkningen består av 20 144 kvinnor och 19 870 män. Barn under 15 år utgör 13,0 %, vuxna 15-64 år 75 %, och äldre över 65 år 10,0 %.